# محمود يزبك
محمود يزبك، (بالإنجليزية: Mahmoud Yazbak)‏ (بالعبرية: מחמוד יזבק‏) هو مؤرخ وباحث فلسطيني، مواليد مدينة الناصرة (5 ديسمبر 1956)، محاضر في قسم تاريخ الشرق الأوسط في جامعة حيفا، حاصل على درجة بروفيسور من الجامعة العبرية في القدس، متخصص في تاريخ الشرق الأوسط والتاريخ الاجتماعي والسياسي الفلسطيني، المجتمع الفلسطيني في القرن التاسع عشر والعشرين، وباحث في كتابة التاريخ الإسرائيلي، المرأة الفلسطينية، التاريخ المدني للمدينة الفلسطينية وبحث السجلات، وله مؤلفات وابحاث متعددة في هذه المجالات.

## سيرة ذاتية
حصل على اللقب الأول عام 1978، واللقب الثاني عام 1992 بتخصص تاريخ الشرق الأوسط من جامعة حيفا، وأنهى دراسة الدكتوراه عام 1996 في الجامعة العبرية في القدس، ومن ثم انتقل لدراسة ما بعد الدكتوراه في جامعة أوكسفورد عام 1999، في العام 2009 كان الباحث العربي الأول الذي يُنتخب لمنصب رئيس الجمعية الإسرائيلية لدراسات الشرق الاوسط والدراسات الإسلامية، وفي العام 2011 عُيِّن رئيسًا لقسم دراسات تاريخ الشرق الأوسط في جامعة حيفا.
بين الأعوام 2008- 2011 شغل منصب رئيس الهيئة الإدارية لمؤسسة عدالة، المركز القانوني لحقوق الأقلية الفلسطينية في إسرائيل، حيفا. في العام 2000 تولّى مهام الناطق بلسان لجنة ذوي شهداء هبة أكتوبر، بعد أن استشهد ابن شقيقه وسام يزبك خلال التظاهرات والمواجهات بين قوات الأمن الإسرائيلي والمواطنين الفلسطينيين في مدينة الناصرة مع بداية الانتفاضة الثانية.

## مؤلفاته
- الهجرة العربية إلى حيفا زمن الانتداب، إصدار دار القبس، الناصرة، 1988. (باللغة العربية)
- النظم الإدارية والبُنى الاجتماعية في حيفا أواخر العهد العثماني، إصدار دار الهدى، الناصرة، 1994، (باللغة العربية).
- حيفا أواخر العهد العثماني، 1864-1914، مدينة إسلامية في تحولHaifa in the Late Ottoman Period, 1864-1914:[6] A Muslim Town in ,Transition 1998، باللغة الإنجليزية ISBN 978-9004110519.
- حيفا ما قبل وما بعد 1948، روايات مدينة مختلطة، Haifa Before & After 1948 Narratives of a Mixed City, by Mahmoud Yazbak and Yfaat Weiss، 2011، باللغة الإنجليزية.
- حيفا، تاريخ المدينة والمجتمع في القرن التاسع عشر، "חיפה, תולדות העיר והחברה במאה התשע-עשרה", إصدار جامعة حيفا، 1998 (باللغة العبرية).
- «الناصرة، تاريخ وحضارة»، Nazareth: History and cultural heritage, YAZBAK, MAHMOUD - SHARIF SHARIF، 2013 (باللغة الإنجليزية)، ISBN 9789659214808